# Cardenius ineptus
Cardenius ineptus är en insektsart som först beskrevs av Karsch 1896.  Cardenius ineptus ingår i släktet Cardenius och familjen gräshoppor. Inga underarter finns listade i Catalogue of Life.